# 舞事
舞事（まいごと）は、能楽において、主として一曲の能や狂言の後半部分にシテ、ツレ、ワキが囃子のみによって演じる抽象的な所作（舞）をいう。
能においては、囃子に用いる楽器の構成から、笛・小鼓・大鼓から成る大小物と、太鼓の加わる太鼓物に大別することができる。また地に用いる笛の譜によって、呂中干ノ地ものとそれ以外の特殊な舞事に分ける分類方法もある。以下、笛の譜による分類に従いながらくわしく述べてゆく。

## 呂中干ノ地 の舞
呂中干ノ地ものは、定型的な譜（＝呂中干ノ地）を繰り返しながら、段落で少し変化（オロシ）をつけながらも、さらに定型的な譜を繰り返し、少しずつ位（速度）を早めていく舞事の総称で、調子や位、舞手の役柄などによって下記に述べる種類がある。上掛（観世・宝生）では四段五節、下掛（金春・金剛・喜多）では五段六節が正式（どちらも五段と称する）であるが、三段四節に省略されることも多い。
- 中之舞

呂中干ノ地ものの基本形式とされるのが中之舞で、シテにかぎらず曲によってさまざまな役が舞い、中庸の位で、特に固有の性格というものも持たず、囃子の構成（大小中之舞・太鼓中之舞）や曲趣、役柄によってそれぞれに仕分ける。「熊野」と「松風」には「イロエガカリ」と呼ばれる特殊な譜があってから中之舞に入る。
- 序之舞・真之序之舞

中之舞に序とよばれる段がつけくわえられ、さらに位を重く（速度を遅く）したのが序之舞であり、女体や老人のシテが閑寂かつ幽玄に舞うものとされる。「羽衣」のような太鼓入りと「江口」「井筒」のような大小物とがあるが、大小序之舞で特に老女物はあらゆる舞事のなかでももっとも位取りを重く、静かに舞うものとされる。序がより荘厳に変化した真之序之舞（太鼓入りのみ）もあり、これは「老松」のような老体の脇能に限り、位は重いが運びが停滞しないようにさらさらと演じることを旨とする。序之舞は位が重いため演奏に時間を要することもあって、正式の五段で演奏されることは少ない。
- 破之舞

破之舞は序之舞や中之舞のあとに付けくわえられる一段程度の舞事で「松風」や「羽衣」にその例が見られる。
- 早舞・黄鐘早舞

早舞はかならず太鼓入りに限られる。早舞だが位が早いわけではなく、初段のオロシ以降が盤渉調に転調するのが特色で、調子が高くなり、あかるくのびのびと舞い、「融」のような貴公子の遊舞ものや、「海士」のような成仏の喜びをあらわす舞事に用いる。これを黄鐘調かつ大小物で奏するのが黄鐘早舞で、通常の早舞よりも鬼や幽霊のつよさが勝ったさまを表現する。黄鐘早舞は「松虫」のような曲のほか、早舞ものを脇能として演ずる際に用いられる。小書として「クツロギ」がつくと途中で特殊な譜となりシテが橋掛かりでくつろぐ演出がある。流儀によっては黄鐘早舞は無く、そのときは男舞を演奏する。
- 男舞

男舞は「安宅」「盛久」など現在物の直面の武士が速く颯爽と舞う舞事で、必ず大小物に限る。
- 神舞

神舞は「高砂」「養老」のような脇能に用いられる舞事で、かなり位が速く颯爽と目出度く演じられる。必ず太鼓入りに限られる。
- 天女之舞

シテが舞う前にツレの天女が舞う場合があり、そこで演奏され三段形式の舞。太鼓中之舞よりやや軽快。
- 急之舞

急之舞は呂中干ノ地もののなかではもっとも位がはやい舞で、神舞の替に用いられるほかには「紅葉狩」の替と「道成寺」にあるのみである。
- 特殊なもの

以上のほか、特殊な舞事として、「雪」の雪踏之拍子や「羽衣」や「杜若」の小書に用いられる盤渉序之舞などがあり、さらに流儀によっては神舞のなかでも特に位の早い「高砂」「弓八幡」の二曲を真之神舞として独立して扱うこともある。さらに特殊であるが、「高砂」の小書にある八段の舞や、「融」の小書にある十三段の舞などもある。

## 独自の譜によるもの
呂中干ノ地以外の笛の譜による舞事としては楽、神楽、鞨鼓、乱、獅子、乱拍子があり、これらはそれぞれ異なった固有の笛の譜によって舞われる。
- 楽・盤渉楽

楽は「鶴亀」「邯鄲」など唐人のシテが舞楽を模して舞うもので、大小物と太鼓物がある。足拍子の多いことが特色である。笛は黄鐘調が基本であるが、替として初段前に盤渉調に転調する盤渉楽（太鼓物のみ）もある。
- 神楽

神楽は巫女（「巻絹」）や女体の神（「三輪」）が舞うもので実際の神楽を模してつくられており、かならず太鼓入りで奏し、前半では笛と小鼓が特殊な手を奏する神楽部分3段、後半は神舞2段に変化する（直り）のが普通（巫女に神が乗り移った解釈）だが、5段すべてを神楽地で演奏する「総神楽」もある。
- 鞨鼓（かっこ）

鞨鼓は「花月」「自然居士」など遊芸者のシテが鞨鼓を打ちながら舞う舞事で、大小物に限り、三段から構成される。前後は呂中干ノ地があり、途中が鞨鼓独自の譜である。
- 乱（みだれ）

乱には猩々乱と鷺乱の二種があり、それぞれ当該曲のみに限られる特殊な舞である。猩々乱は太鼓入りで、調子の緩急が激しく、流れ足などの特殊な型を用いるところに特色がある。
- 獅子

獅子は「石橋」「望月」「内外詣」の三番にのみかぎられる太鼓入りの舞事で、獅子が牡丹に戯れる様を勇壮に描き、中世に流行した獅子舞を能に取入れたものといわれる。獅子に限って演者は手に何も持たずに舞う。
- 乱拍子（らんびょうし）

乱拍子は現在「道成寺」にしかない特殊な舞事で、小鼓のみの裂帛の気合にあわせたシテの特殊な足づかいで舞う。所々で笛があしらう。乱、獅子、乱拍子の三つは各流ともきわめて重い習いとして扱われる。

## 狂言舞事
狂言の舞事として、三段之舞、楽、神楽、鞨鼓がある。三段之舞は中之舞を、楽は能の楽を、それぞれ模した舞事で、性格はおのおの中之舞・楽に準じ、太鼓入りで奏し、「二人袴」（三段之舞）、「唐相撲」（楽）などで用いられる。鞨鼓は能の鞨鼓と同じもので、狂言ではシテが最後のほうに曲芸的な様を見せる型がついている。神楽は能の神楽とは別の舞事で、「大般若」のように鈴を持って舞う巫女の舞事を笛と小鼓で囃すものであり、三番叟の鈴之段を模している。